# HD39865
HD39865 — хімічно пекулярна зоря спектрального класу
B8 й має видиму зоряну величину в смузі V приблизно  8,6.

## Пекулярний хімічний вміст
Зоряна атмосфера HD39865 має підвищений вміст 
Si
.